# Distretto di Condormarca
Il distretto di  Condormarca è uno dei sei distretti della provincia di Bolívar, in Perù. Si trova nella regione di La Libertad e si estende su una superficie di 331,26  chilometri quadrati.